# Zbigniew Chmielewski
Zbigniew Chmielewski est un réalisateur et scénariste polonais né le 1er décembre 1926 à Slonim et le 25 février 2009 à Łódź.

## Biographie
Adolescent, il est déporté  à Norilsk, dans le kraï de Krasnoïarsk, il y est prisonnier des camps du NKVD.
À partir de 1951, il est membre du Parti ouvrier unifié polonais.
En 1956, il est diplômé en réalisation de l'École nationale de cinéma de Łódź.
Il meurt le 25 février 2009 à Łódź et est enterré dans la section catholique romaine du vieux cimetière de Łódź.